# Villa Monrepos
Die Villa Monrepos ist eine im Jahr 1861 durch Heinrich Eduard von Lade erbaute Villa im hessischen Geisenheim mit der sie umgebenden Parkanlage.

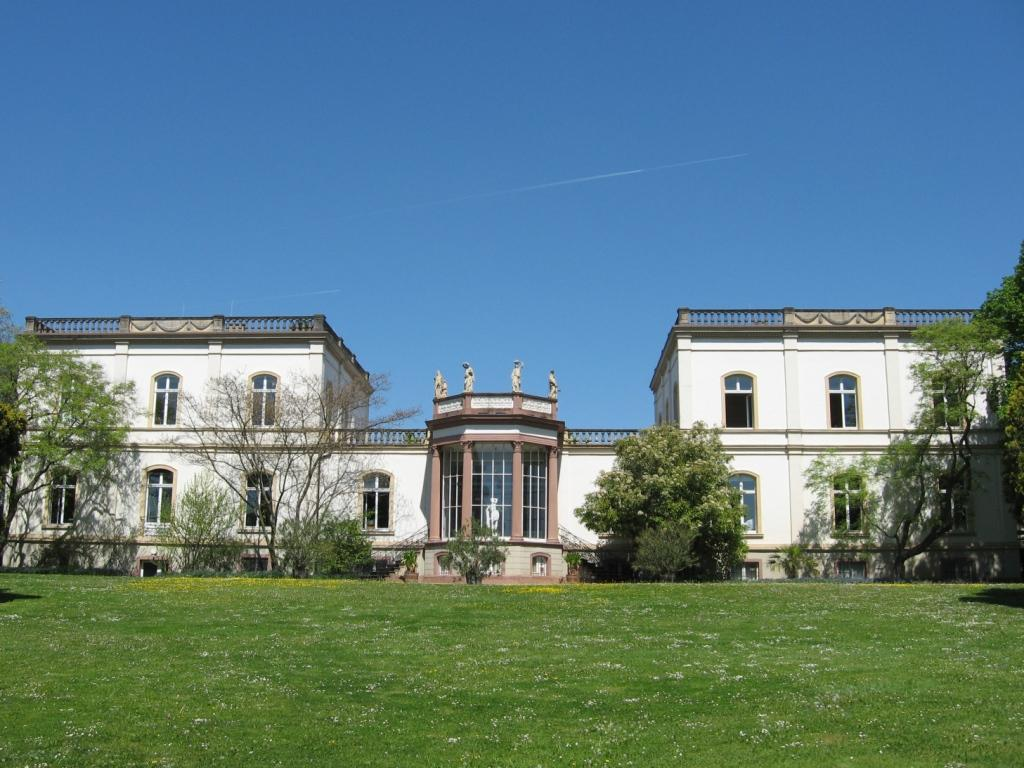
Villa Monrepos im Frühjahr 2008

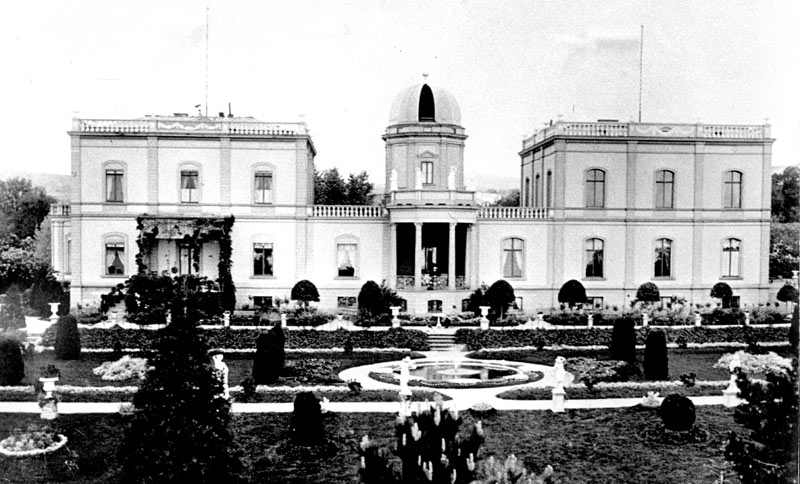
Villa Monrepos mit Parkanlage und Observatorium (1887)

## Lage
Die Villa Monrepos liegt in der Rüdesheimer Straße von Geisenheim in der Nähe des Rheinufers. Zur Zeit des Villenbaus war die Rüdesheimer Straße die Landstraße, die Geisenheim mit dem nahe gelegenen Rüdesheim verband.

## Geschichte

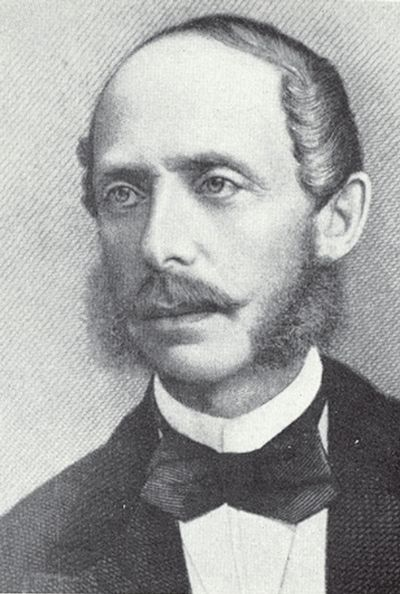
Eduard von Lade

Die Villa Monrepos und der dazugehörige Park wurden zwischen 1860 und 1863 im Auftrag von Eduard von Lade gebaut. Von Lade stammte aus einer Geisenheimer Familie und war durch seine Bankiertätigkeit und Waffengeschäfte so wohlhabend geworden, dass er sich bereits im Alter von 44 Jahren zur Ruhe setzen konnte. Die Villa Monrepos sollte ihm als Wohnsitz in seiner Heimatstadt dienen, nachdem er sich beruflich längere Zeit im Ausland aufgehalten hatte. Hier wollte er seinen vielseitigen Interessen nachgehen, zu denen neben dem Obst-, Garten- und Weinbau auch die Astronomie gehörte.

## Haus
Der weiße Villenbau wurde im Stil eines klassizistischen Landsitzes in den Jahren 1860 bis 1863 errichtet. Er besteht aus einem Doppelhaus, das durch einen niedrigeren Querbau mit einem halbrunden, säulengetragenen Vorbau verbunden ist.
1866 ließ von Lade auf dem zentralen Mittelbau der Villa ein Observatorium errichten, in dem er Studien zur Mondkartierung (Selenografie) betrieb. Das Observatorium wurde gegen Ende des Zweiten Weltkrieges durch Bombentreffer stark beschädigt und nach dem Krieg schließlich entfernt. Das Teleskop, 1887 hergestellt von der Fa. Reinfelder & Hertel mit einer Öffnung von 215 mm und einer Brennweite von 2,5 m war gerettet worden und kam nach dem Krieg in die Sternwarte Wiesbaden. Seit 1965 ist es an der Sternwarte Remscheid und heute noch in Betrieb.

## Parkanlage

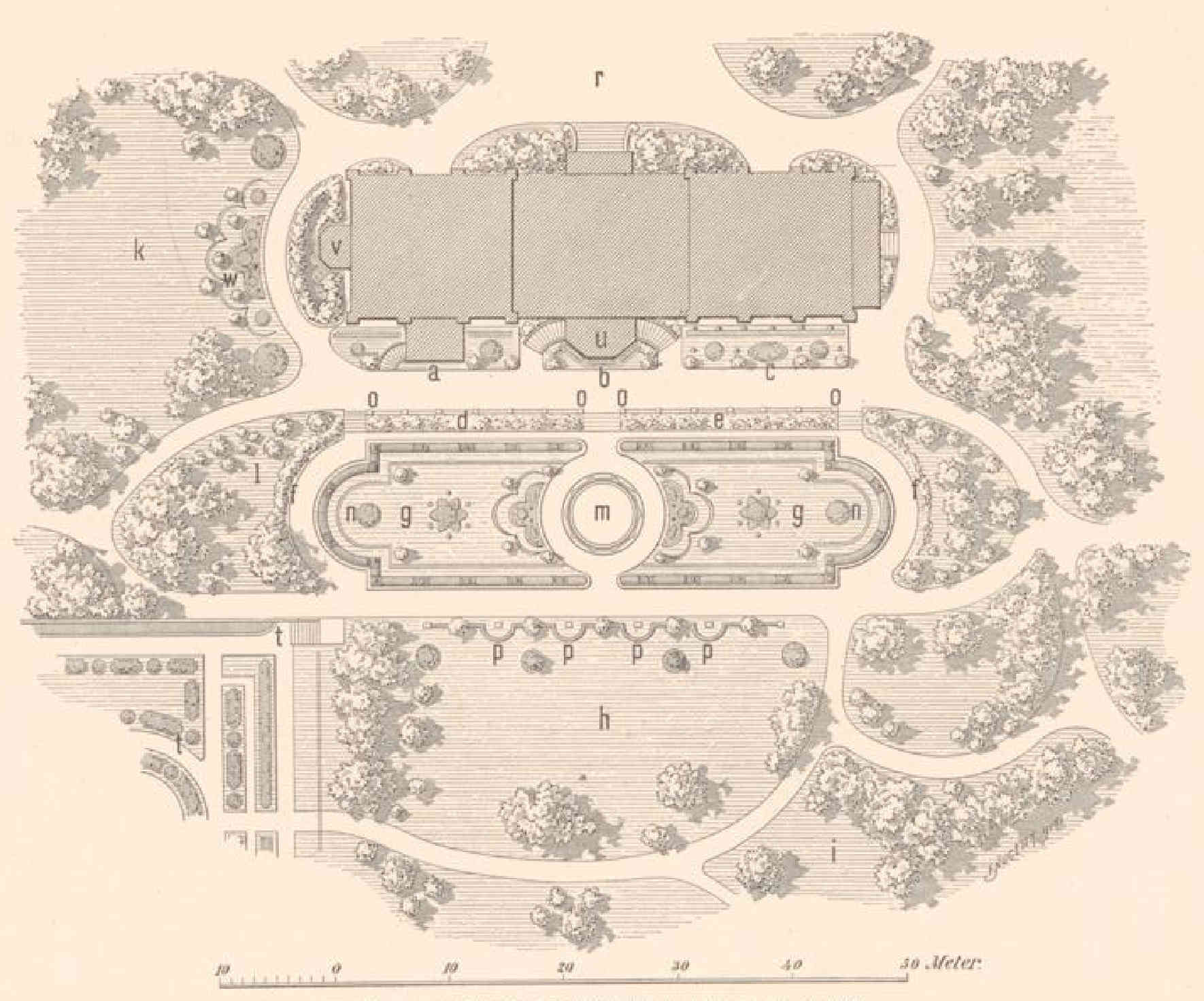
Plan der Parkanlage der Villa Monrepos

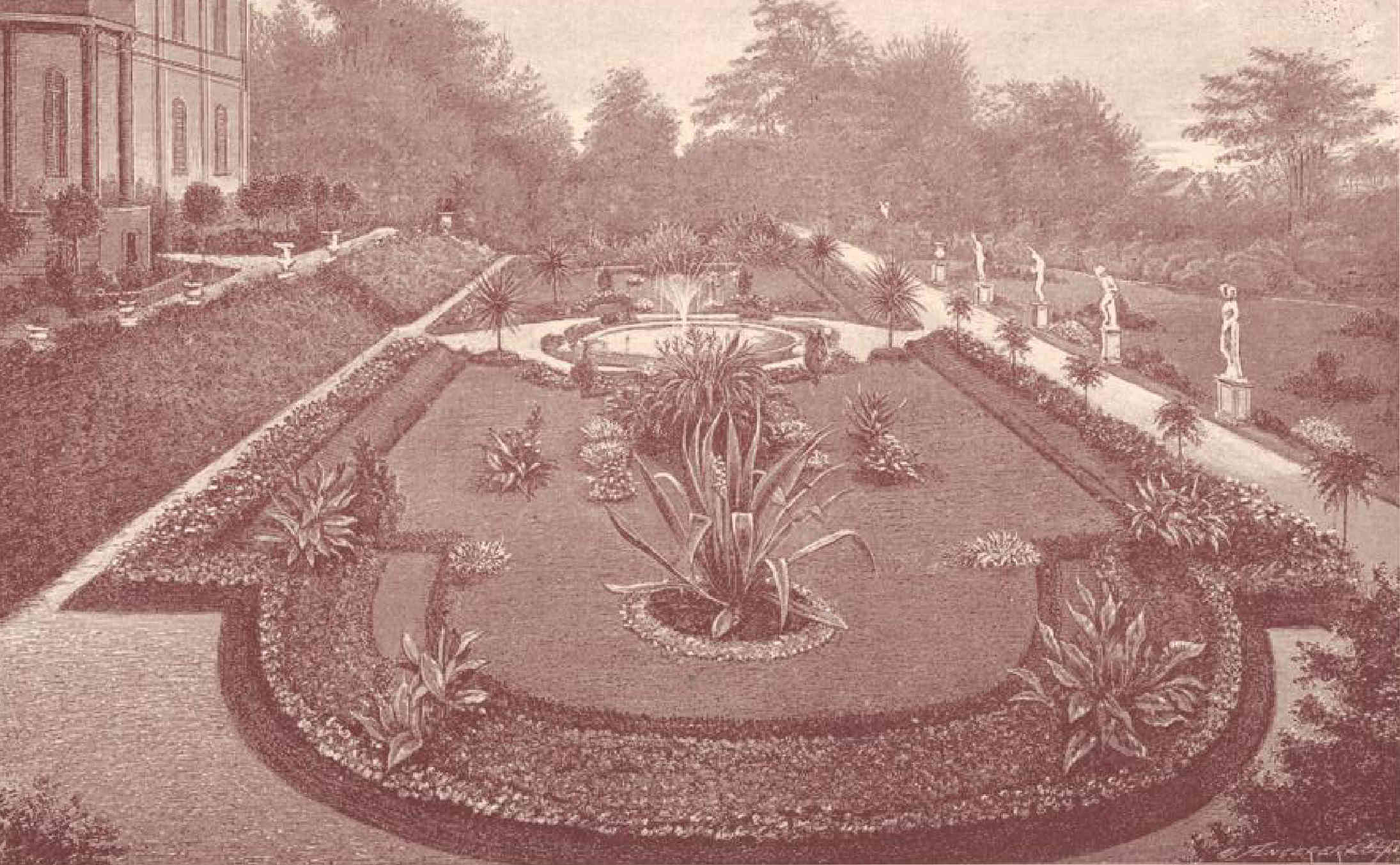
Gartenparterre an der Villa Monrepos

Die Parkanlage umfasste ursprünglich eine Fläche von ca. 6 ha. Sie war mit zahlreichen Marmorstatuen geschmückt. 
Südlich schloss sich an die Villa ein Gartenparterre mit Blumenbeeten an.

### Rosarium

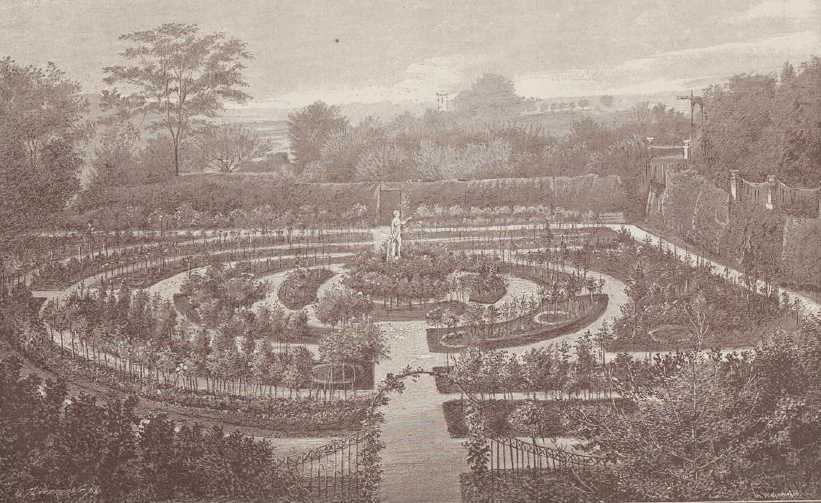
Rosarium der Villa Monrepos (um 1886)

Südöstlich der Villa Monrepos hatte von Lade ein prächtiges Rosarium anlegen lassen. Es wurde auf einer Fläche von etwa 12 Ar angelegt, die zuvor für den Anbau von Gemüse genutzt worden war. Nach Norden und Westen war es durch Mauern begrenzt, an denen Pfirsich- und Weinspaliere kultiviert wurden. Nach Osten stand ein freies Rosenspalier. Da das Gelände nach Süden hin in Richtung Rheinufer abfiel, wurde hier eine Stützmauer angelegt, so dass das Rosarium auf einer ebenen Fläche angelegt werden konnte.
Im Zentrum des Rosariums befand sich ein großes rundes Beet mit einem Durchmesser von ca. acht Metern, das mit Teerosen bepflanzt war und in dessen Mitte die Marmorstatue einer Bacchantin stand. Das Rosarium war von vier geraden und rechtwinklig angeordneten Wegen durchschnitten, die jeweils von Rosenhochstämmchen gesäumt waren, wobei sich jeweils zwei Stämmchen derselben Sorte gegenüber standen. Konzentrisch um das zentrale Beet waren vier Rabatten angeordnet, die durch die Hauptwege in Beete eingeteilt wurden. Die Beete eines konzentrischen Ringes waren jeweils mit Rosen einer Rosenklasse bepflanzt, wobei die Bepflanzung so gewählt war, dass die Rosen zum Rand der Anlage jeweils höher wuchsen als in ihrem Inneren.
Das Rosarium des Monrepos-Parks umfasste mehr als 3000 Rosenstöcke von 800 verschiedenen Rosensorten. Es diente dabei nicht nur der bloßen Sammlung von Rosensorten, sondern auch der Erprobung von Rosenzüchtungen. Es stand interessierten Besuchern stets offen, die von Lade bereitwillig durch die Anlage führte.

### Obstanlage

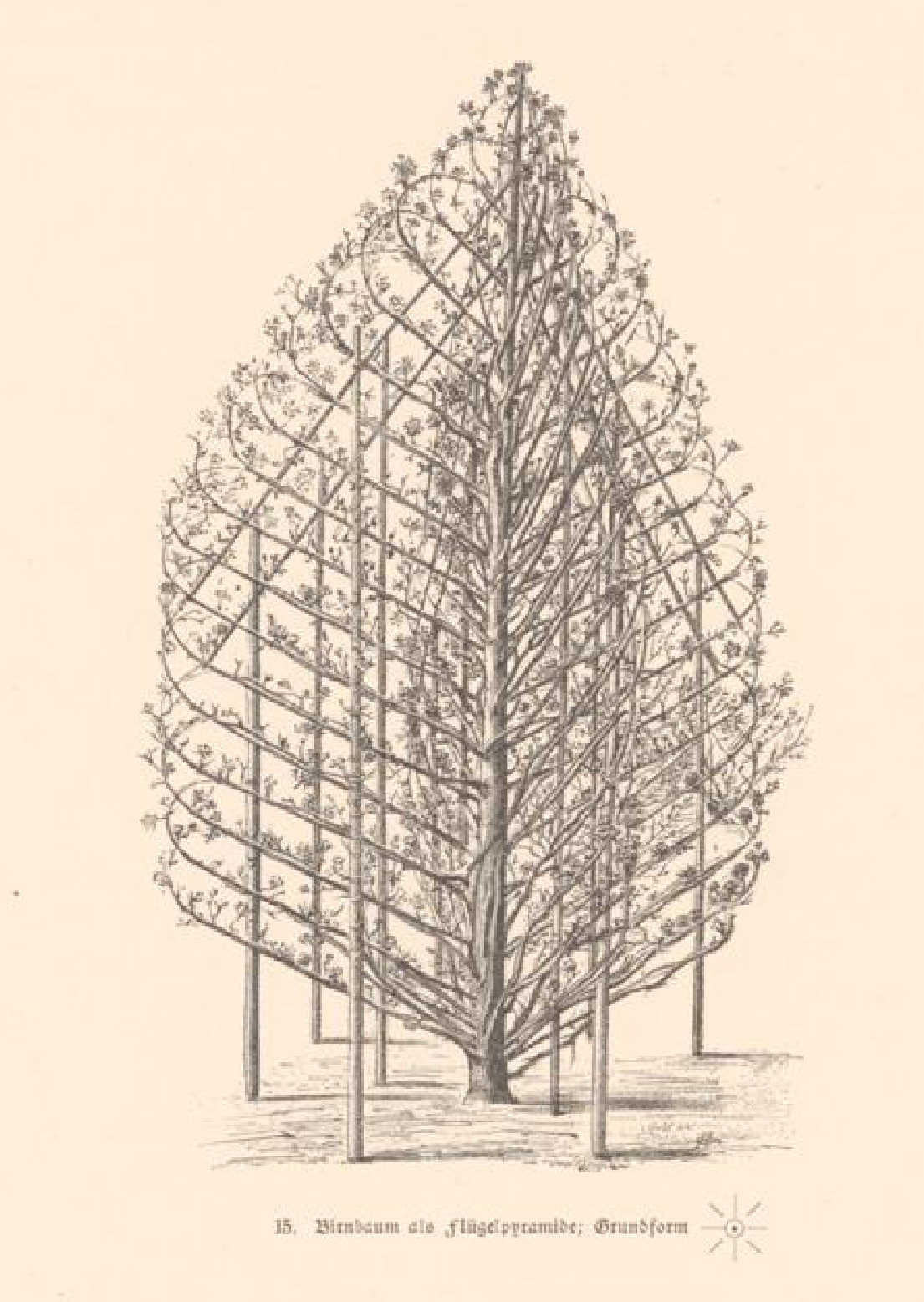
Birnbaum zu einer Flügelpyramide geformt

Der Obst- und Weinbau lag Eduard von Lade besonders persönlich am Herzen. Auf dem zur Villa Monrepos zugehörigen Grundstück ließ von Lade deshalb einen sehr umfangreichen Obstgarten anlegen. Die Übergänge zwischen der Parkanlage und dem Nutzgarten waren dabei fließend.
Bei der Anlage des Obstgartens orientierte er sich an dem französischen Spalierobstbau und ließ sich von führenden Obstbauwissenschaftlern und Pomologen wie Eduard Lucas, Johann Georg Conrad Oberdieck, Alexis Lepere und Charles Baltet beraten. Die Leitung der pomologischen Gärten von Monrepos übertrug er ab 1869 an Hermann Goethe.
In der Obstanlage kultivierte von Lade eine sehr große Anzahl verschiedener Obstsorten, die als Spalierbäume, teilweise in sehr kunstfertigen Formungen erzogen wurden. Obwohl er eine große Anzahl an Obstsorten gesammelt hatte, achtete er sehr auf eine Auswahl und Selektion, indem er Sorten, die sich in dem Klima nicht bewährten, nicht weiter kultivierte. So wurden in dem Garten zunächst mehrere hundert Birnensorten angepflanzt, die sich von Lade mit der Zeit durch strenge Selektion auf die immer noch beträchtliche Anzahl von einhundert Sorten reduzierte, die auf fast 2000 Bäumen in verschiedenen Wuchsformen kultiviert wurden.
Von Lade beschäftigte sich auch als Züchter neuer Obstsorten. Aufsehen erregte er mit der Kirschzüchtung von Lades späte Knorpelkirsche, deren Früchte erst im Oktober reiften. Weitere seiner Züchtungen sind die Obstsorten Von Lades Späte Mirabelle, Grüne Zwetschge von Monrepos und Rote Zwetschge von Monrepos. Nach ihm benannt wurde Von Lades Butterbirne.
Ein Teil der Obsternte war zum Verkauf bestimmt, der Rest diente der Versorgung des Haushaltes der Villa Monrepos.

## Gründung der Königlich Preußischen Lehranstalt für Obst- und Weinbau
Die Erfolge, die von Lade bei der Kultivierung von Obst in klimatisch bevorzugten Lagen erzielte, veranlassten ihn, sich beim preußischen König Wilhelm I. sowie bei Reichskanzler Otto von Bismarck dafür einzusetzen, in Geisenheim eine pomologische Lehranstalt mit Mustergarten zu errichten. Um sein Anliegen zu untermauern, schickte er im Oktober 1866 elf Kisten mit ausgesuchten Birnen, Äpfeln, Pfirsichen und Trauben an den König in Berlin. von Lade erhielt daraufhin die Möglichkeit, dem König und Bismarck seine Pläne persönlich in Berlin in einem Vortrag darzulegen. Obwohl sich im Dezember 1867 auch die Stadt Kronberg im Taunus als Standort des neu zu gründenden Pomologischen Instituts bewarb, entschied sich eine Landeskommission im Februar 1868 mehrheitlich für den von von Lade vorgeschlagenen Standort Geisenheim. Nach langen planerischen und baulichen Vorarbeiten wurde schließlich 1872 per Dekret die Königlich Preußische Lehranstalt für Obst- und Weinbau in Geisenheim gegründet, aus der später die heute noch bestehende Forschungsanstalt für Garten- und Weinbau in Geisenheim hervorging. Die neugegründete Anstalt lag in unmittelbarer Nachbarschaft zu von Lades Villa und seiner Parkanlage.
Von Lade hatte zunächst einen Sitz im Kuratorium der Anstalt inne, zog sich aber nach langwierigen Reibereien mit den Institutslehrern und anderen Kuratoriumsmitgliedern 1880 aus der Leitung der Anstalt zurück. Von Lade, dessen drei Kinder und Ehefrau früh gestorben waren, hatte sein Vermögen inklusive seines Anwesens Monrepos in die von ihm gegründete Freiherr-Eduard-von Lade-Stiftung eingebracht. Nach seinem Tod am 7. August 1904 vermachte er die Stiftung testamentarisch dem preußischen Staat. Dieser machte das Gebäude und die Anlagen 1907 der Königlichen Lehranstalt zugänglich, die als Nachlassverwalter tätig wurde. 1908 wurde in der Villa Monrepos ein Museum für Wein-, Obst- und Gartenbau eröffnet, um von Lades umfangreiche Sammlungen dem Lehrbetrieb zugänglich zu machen.
Nach einer erheblichen Schmälerung der Stiftungsvermögens durch den Ersten Weltkrieg und die anschließende Inflation konnte die Stiftung sich nicht mehr selbst tragen. Am 14. März 1929 wurde deshalb die Auflösung der Freiherr-von-Lade-Stiftung verfügt. Die Villa Monrepos ging zusammen mit den Garten- und Parkanlagen in den Besitz der Lehranstalt über.